# Tito e gli alieni
Tito e gli alieni è un film del 2018 diretto da Paola Randi. Si tratta di una commedia surreale italiana indipendente, ambientata nel Nevada.

## Trama
Il Professore è uno scienziato che vive, isolato dal mondo, nel deserto del Nevada, accanto all'Area 51. 
Dovrebbe lavorare ad un progetto segreto per il governo degli Stati Uniti; in realtà passa le sue giornate su un divano, ascoltando il suono dello spazio. 
Il suo solo contatto con il mondo è Stella, ragazza che organizza matrimoni per i turisti a caccia di alieni.
Ma l'esistenza solitaria del Professore viene rivoluzionata dall'arrivo dei due giovani nipoti, da Napoli: Anita, 16 anni, e Tito, 7, che il fratello Fidel gli affida, prima di morire. 
I ragazzi arrivano aspettandosi Las Vegas; invece si ritrovano in mezzo al nulla, nelle mani di uno zio squinternato, in un luogo strano e misterioso, dove si dice che vivano gli alieni.
È grazie ai due ragazzi che il Professore torna a essere attivo, a vivere; il risultato è un evento sorprendente, surreale, che chiude positivamente il film.

## Produzione
Il film è stato girato nel Nevada, a Las Vegas, in Spagna ad Almería e nel comune di Montalto di Castro in provincia di Viterbo. 

## Distribuzione
È stato presentato al Torino Film Festival 2017.

## Riconoscimenti
- 2018 - Bif&st[4]
  - Premio Ettore Scola per il miglior regista a Paola Randi
  - Premio Gabriele Ferzetti per il miglior attore protagonista a Valerio Mastandrea
- 2019 - Nastri d'argento - Miglior soggetto